# Mapledurham Watermill

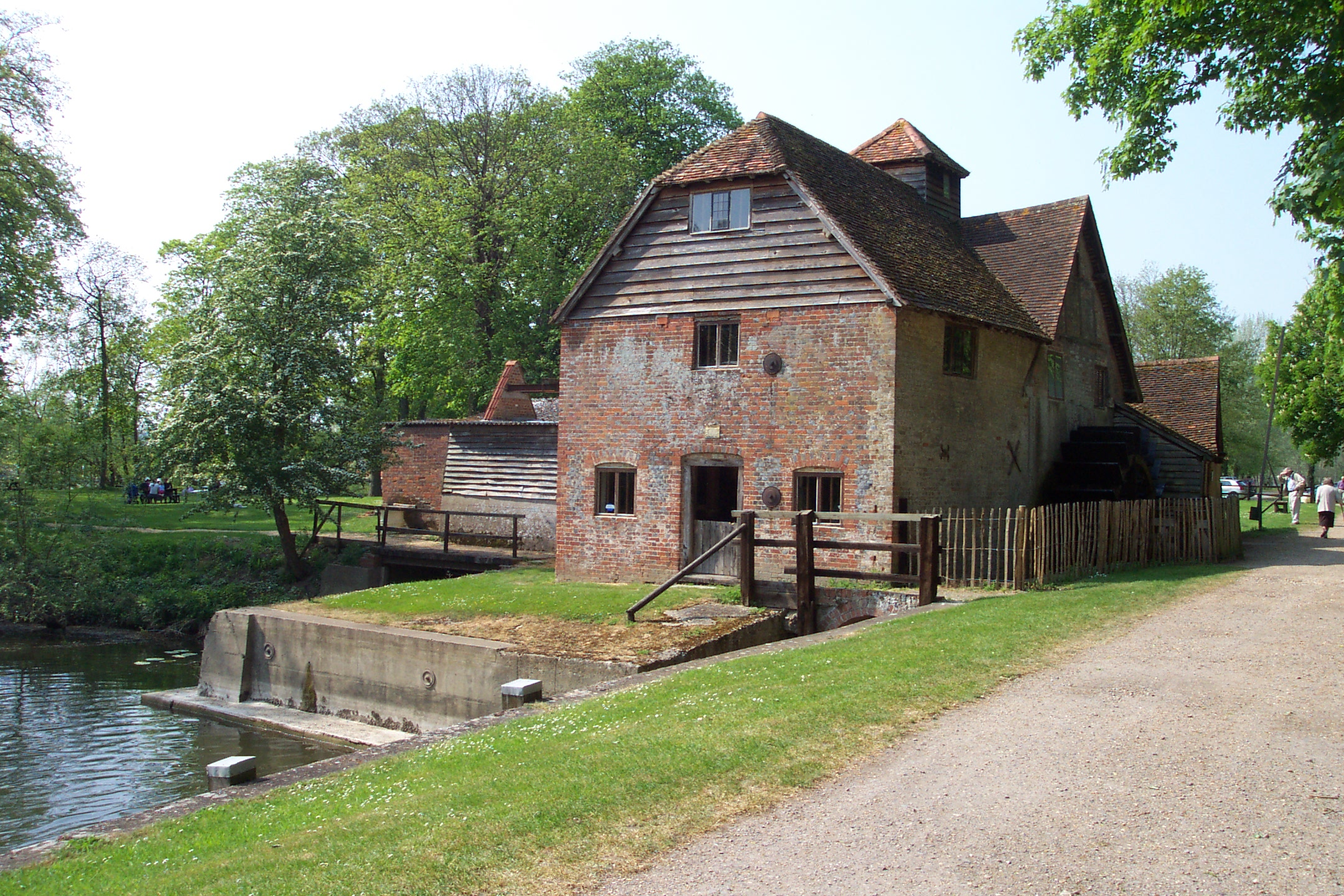
Mapledurham Watermill

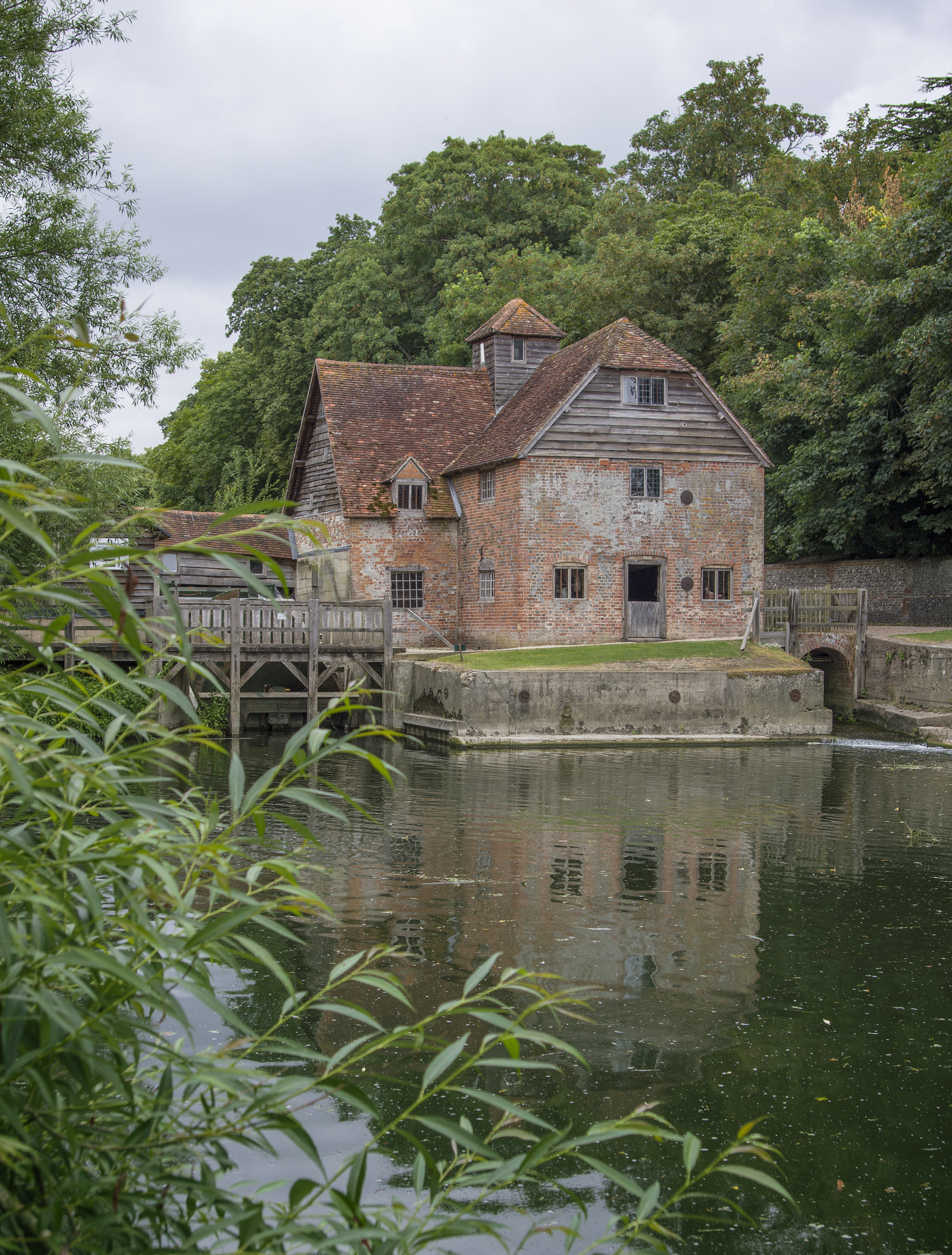
Mapledurham Watermill

Mapledurham Watermill – zabytkowy młyn wodny na rzece Tamizie we wsi Mapledurham w Oxfordshire w Anglii. 

## Historia
Młyn został odnotowany już w czasach Domesday Book. Budynek młyna w obecnym miejscu jest odnotowany w XV wieku. Pierwotnie młyn posiadał jedno koło wodne, znajdujące się po stronie rzeki. W latach 60. XVII wieku został rozbudowany o drugie koło wodne, tym razem po stronie wioski. Jest ono nadal używane.
W 1690 roku młyn został wydzierżawiony Jamesowi Webowi za kwotę 60 funtów za rok. Około roku 1700 został on ponownie rozbudowany i zainstalowano w nim sprzęt umożliwiający produkcję oczyszczonej mąki, która w tamtych czasach stawała się coraz popularniejsza. Syn Weba, Daniel, przejął dzierżawę od ojca w roku 1726 za cenę stu funtów za rok. W 1747 roku młyn wynajął Thomas Atrum za cenę 150 funtów, która wzrosła do 205 funtów w roku 1776. Rok później wybudowano stodołę oraz nabrzeże, co umożliwiło transport mąki do Londynu. Mimo to Atrum zbankrutował w 1784.
Młyn jednak nadal działał, zaś w roku 1823 pojawił się pomysł na przebudowę młyna na styl klasyczny. Z powodu importu taniej mąki z Ameryki Północnej młyn zaczął gorzej prosperować, ale nadal był w użyciu aż do okresu powojennego. Młyn wznowił działalność w 1980.

## Młyn w kulturze masowej
Młyn jest zapewne najbardziej znany dzięki filmowi Orzeł wylądował z 1976 roku w reżyserii Johna Sturgesa, w którym strumień wodny przy młynie jest scenerią dramatycznej sytuacji uratowania miejscowej dziewczyny przez niemieckiego spadochroniarza.
Młyn w Mapledurham został także wykorzystany jako tło okładki albumu Black Sabbath zespołu Black Sabbath.